# Драгуш
Дра̀гуш е село в Югозападна България. То се намира в община Петрич, област Благоевград.

## География
Село Драгуш се намира в планински район.

## История
Предполага се, че селото е основано през ХVІІІ век. Според предание то е наречено на името на първия заселник - Драгуш (Драгош) от Берово, избягал от турците и заселил се в местността Ленището. Според други данни началото на селото е поставено преди четири века от три семейства - от Берово, с Юруците (днес в Гърция) и Бараково.
В „Етнография на вилаетите Адрианопол, Монастир и Салоника“, издадена в Константинопол в 1878 година и отразяваща статистиката на населението от 1873 година, Драгуш (Dragouch) е посочено като село с 25 домакинства и 85 жители българи.
Към 1900 г. според статистиката на Васил Кънчов („Македония. Етнография и статистика“) населението на село Драгушъ (Драгошево) брои общо 246 българи.
Всички християни от Драгуш са под ведомството на Българската екзархия. По данни на секретаря на Екзархията Димитър Мишев („La Macédoine et sa Population Chrétienne“) в 1905 година в Драгуш (Dragouche) има 264 българи екзархисти.
При избухването на Балканската война през 1912 година двама жители на селото са доброволци в Македоно-одринското опълчение.

## Население

### Етнически състав
Преброяване на населението през 2011 г.
Численост и дял на етническите групи според преброяването на населението през 2011 г.:
|                     | Численост |
| Общо                | 32        |
| Българи             | 32        |
| Турци               | -         |
| Цигани              | -         |
| Други               | -         |
| Не се самоопределят | -         |
| Неотговорили        | -         |

## Личности
Родени в Драгуш
- Георги Ангелов, македоно-одрински опълченец, 26-годишен, земеделец, неграмотен, четата на Дончо Златков, 14 воденска дружина[8]
- Кирил Назъров – (р. 1941), български поет и писател